# Batinac
Batinac (en serbe cyrillique : Батинац) est un village de Serbie situé dans la municipalité de Ćuprija, district de Pomoravlje. Au recensement de 2011, il comptait 662 habitants.

## Démographie

### Évolution historique de la population
| 1948  | 1953  | 1961  | 1971  | 1981  | 1991  | 2002 | 2011 |
| ----- | ----- | ----- | ----- | ----- | ----- | ---- | ---- |
| 1 252 | 1 283 | 1 312 | 1 346 | 1 367 | 1 267 | 871  | 662  |

|  |